# Контос
Контос (др.-греч. κοντός, лат. contus) — неметательная ударная пика парфянского тяжёлого всадника (катафрактария).
Длина копья четыре — 4,5 метра. По утверждениям древних авторов, эти пики могли пронзить насквозь сразу двух человек. В бою контосом сарматы действовали, вероятно, двумя руками, управляя лошадью ногами.
Позже, под сарматским влиянием, появился у римлян и готов. Контарии римлян были ударной лёгкой кавалерией.